# Yota Shimokawa
Yota Shimokawa (下川 陽太 Shimokawa Yota?), född 7 september 1995 i Osaka prefektur, är en japansk fotbollsspelare.
Shimokawa började sin karriär 2017 i Matsumoto Yamaga FC. 2019 flyttade han till Ehime FC.